# Rada Tilly
Rada Tilly är en ort i Argentina.   Den ligger i provinsen Chubut, i den södra delen av landet, 1 500 km sydväst om huvudstaden Buenos Aires. Antalet invånare är 6 208.
Terrängen runt Rada Tilly är kuperad åt sydväst, men norrut är den platt. Havet är nära Rada Tilly åt sydost. Trakten är tätbefolkad. Närmaste större samhälle är Comodoro Rivadavia, 8,2 km norr om Rada Tilly.